# Soba (autoridade)
Soba é o chefe nas aldeias em Angola, desde o tempo pré-colonial até hoje.
Existem dois tipos de sobas, o soba grande (regedor) e o soba.
O soba grande é o soba que lidera os outros sobas na comunidade. Este tipo de hierarquia é muito tradicional, por isso muitas vezes é difícil de definir claramente os papéis e as responsabilidades de cada um, já que estão interligados pela cultura e contexto locais.
Em determinadas regiões de Angola há um conselho de sobas que escolhe o soba, noutras a sucessão é realizada por linhagem em que o sobrinho, filho de uma irmã, toma o lugar do seu tio por morte deste.

## Poderes
O soba toma decisões, organiza eventos especiais, desempenha o papel de juiz e age de forma a prevenir o aparecimento de problemas externos à comunidade, tais como a feitiçaria. As suas funções são a de fazer a ponte entre a comunidade e governo, informarem-se dos problemas, investigar as causas e obter soluções, tais como problemas relacionados com a morte, doença ou outros assuntos similares.
É também o responsável pela segurança da comunidade e estabeleça as regras que devem ser aplicadas.
O soba, trata localmente dos problemas sociais ou tradicionais, como a feitiçaria. Se não for capaz de resolver localmente os problemas, o soba faz um relatório para apresentar ao soba grande que o irá analisar e em colaboração com outros Sobas decidirá o que fazer.
Sempre que há descontentamento local é o soba que representa o povo perante a Administração Municipal, para expor os problemas e os tentar solucionar.